# Laissez-faire
Il laissez-faire (AFI: [lɛse fɛʁ] ; letteralmente "lasciate fare" in francese) è un sistema economico in cui le transazioni tra gruppi privati di persone sono libere o quasi esenti da ogni forma di interventismo economico; secondo i sostenitori del laissez-faire, l'azione egoistica del singolo cittadino, nella ricerca del proprio benessere, sarebbe infatti sufficiente a garantire la prosperità economica dell'intera società, secondo la metafora della mano invisibile creata da Adam Smith.

## Onomaturgia
L'espressione, che nella sua interezza suona laissez faire, laissez passer ("lasciate fare, lasciate passare"), viene per lo più attribuita all'economista J.C.M. Vincent de Gournay (1712-1759), ministro del commercio francese, avversario, come i fisiocratici, del tradizionale centralismo regolamentatore colbertista, ma più attento di loro alla realtà non agricola, ossia artigianale-industriale e commerciale, del paese.
John Maynard Keynes, nel suo La fine del laissez-faire (1926), scrive che la massima del laissez-faire è tradizionalmente attribuita al mercante Legendre nella sua risposta a una richiesta di Jean Baptiste Colbert, su che cosa occorresse per far prosperare il commercio. Ma al Legendre sembra competere solo la prima parte della locuzione, e nella forma "laissez nous faire". Keynes aggiunge che il primo scrittore che usò l'espressione fu il marchese d'Argenson, ex ministro di Luigi XV, verso il 1751: Laissez faire, telle devrait être la devise de toute puissance publique, depuis que le monde est civilisé (Lascia fare, questo dovrebbe essere il motto di ogni potere pubblico, poiché il mondo è civile).
Keynes inoltre affermava che "la popolarità della dottrina deve di più ai filosofi politici del tempo, che agli economisti".